# Hambüren Challenger 1996
L'Hambüren Challenger 1996 è stato un torneo di tennis facente parte della categoria ATP Challenger Series nell'ambito dell'ATP Challenger Series 1996. Il torneo si è giocato a Hambüren in Germania dal 12 al 18 febbraio 1996 su campi in sintetico indoor.

## Vincitori

### Singolare
Jens Knippschild ha battuto in finale  Nicolas Kiefer con il punteggio di 7–6, 6–1

### Doppio
Jim Pugh /  Joost Winnink hanno battuto in finale  Lorenzo Manta /  Lars Rehmann con il punteggio di 7–5, 7–5